# ایستگاه جیوگائوکا
ایستگاه جیوگائوکا (به لاتین: Jiyūgaoka Station) یک منطقهٔ مسکونی در ژاپن است که در جیوگائوکا واقع شده‌است.